# Castelán (Lugo)
Castelán es una aldea española actualmente despoblada, que forma parte de la parroquia de Saá, del municipio de Puebla del Brollón, en la provincia de Lugo, Galicia.

## Geografía
Está situado a 494 metros de altitud.